# Vereniging voor Inkoop en Bedrijfslogistiek
Vereniging voor Inkoop en Bedrijfslogistiek (VIB) is een Vlaamse beroepsvereniging binnen het vakgebied inkoop en logistiek. Zij verenigt meer dan 3300 Vlaamse inkoop- en logistiekverantwoordelijken uit industrie, handel, distributie, diensten en overheid.
De vereniging is een vereniging zonder winstoogmerk, opgericht in 1981 door het samenbrengen van het Nederlandstalig deel van de in 1958 gestichte Association Belge des Chefs d'Approvisionnement en de Professional Purchasers Association. VIB krijgt medewerking van het Vlaams Economisch Verbond, nu VOKA.
De vereniging heeft een nationale Raad van Bestuur en vier regionale besturen: Antwerpen, Limburg, Vlaanderen en Vlaams Brabant. Verschillende werkgroepen, rond inkoop, logistiek en overheidsaankopen, verstrekken advies.
Bedrijven met meer dan 100 werknemers maken ca. 55% van het ledenaantal uit. 22% van de leden zijn bedrijven met meer dan 500 werknemers.

## Internationaal
VIB maakt deel uit van de International Federation of Purchasing and Supply Management, een internationale organisatie, die nu wereldwijd 43 nationale inkoopverenigingen verenigt. 
VIB is ook erkend door de European Logistics Association, en is verantwoordelijk, samen met ABCAL voor het Franstalige landsgedeelte, voor de organisatie en uitvoering in België van het ELA-certificeringsprogramma, dat onder auspiciën van de Europese Unie is tot stand gekomen.
Het ELA-certificeringsprogramma onderscheidt 3 managementniveaus: 
- Supervisory/Operational Level (EJLog –Certificate European Junior Logistician),
- Senior Level (ESLog – Certificate European Senior Logistician)
- Strategic Level (ElogST – Certificate European Master Logistician).

## Supply Chain Award
Sinds 2004 reikt de vereniging samen met PICS en ABCAL de Belgische supply chain award uit.
- Winnaar 2004: Mobistar met het project “Rethinking the Supply Chain”
- Winnaar 2005: AZ Groeninge met het project “ Supply Chain Management: Application in an Academic Hospital
- Winnaar 2006: Borealis met het project “Using SCOR model for a real Collaborative Sourcing Scenario”
- Winnaar 2007: Johnson & Johnson met het project "Creating Conditions for Success for MD&D EMEA Distribution: The Johnson & Johnson MD&D European Distribution Centre"
- Winnaar 2008: Solutia Saflex met het project "Integrated Global Supply Chain Strategy at Saflex: development and implementation of a global supply chain asset strategy"
- Winnaar 2009: 
  - KMO: Hegge and Crea Chain met het project: Turning EDI from a necessity into a competitive advantage
  - Large Enterprises: Alpro met het project: Value creation within a lean, agile and sustainable supply chain
- Winnaar 2010: 
  - KMO: 2XL met het project: The DCS Green Logistics Project
  - Large Enterprises: Barco ism Möbius met het project: First Time Right: Enabling the New Barco

## Air Chase Competition
Steeds meer bedrijven richten zich op efficiënter vrachtwagens te laden of de verpakking meer te vullen met producten en minder met lucht. Sinds 2009 organiseert VIB de Air Chase Competition.

## Zusterverenigingen
- Nederland: Nederlandse Vereniging voor Inkoopmanagement
- Groot-Brittannië: Chartered Institute of Purchasing and Supply
- Nederland:Vereniging Logistiek Management